# Niidu
Niidu är en ort i Estland. Den ligger i Are kommun och landskapet Pärnumaa, i den sydvästra delen av landet, 100 km söder om huvudstaden Tallinn. Niidu ligger 22 meter över havet och antalet invånare är 144.
Terrängen runt Niidu är mycket platt. Runt Niidu är det glesbefolkat, med 15 invånare per kvadratkilometer. Närmaste större samhälle är Pärnu, 17,6 km söder om Niidu. I omgivningarna runt Niidu växer i huvudsak blandskog.